# 范勞謙
范勞謙（?—?），齊州（今山東省濟南市）人，北宋獲嘉縣縣令。其子范正辭歷北宋宋太祖趙匡胤、宋太宗趙炅及宋真宗趙恆三朝，趙炅年間任侍御史知雜事。